# Josif Michailidis
Josif Michailidis (* 15. října 1947) je bývalý československý fotbalový záložník řeckého původu.

## Hráčská kariéra
V československé lize hrál za Zbrojovku Brno (tehdy Spartak ZJŠ Brno), nastoupil za ni ve 3 prvoligových utkáních, neskóroval. Dále hrál v Jablonci, odkud se na konci roku 1969 vrátil do Řecka, kde hrál za Aris Soluň, s nímž vyhrál řecký pohár v sezoně 1969/70.

### Prvoligová bilance
| Ročník                                   | Zápasy | Góly | Klub             |
| ---------------------------------------- | ------ | ---- | ---------------- |
| 1. československá fotbalová liga 1966/67 | 3      | 0    | Spartak ZJŠ Brno |
| 1. řecká fotbalová liga 1969/70          | 4      | 1    | Aris Soluň       |
| 1. řecká fotbalová liga 1970/71          | 20     | 2    | Aris Soluň       |
| 1. řecká fotbalová liga 1971/72          | 2      | 0    | Aris Soluň       |
| 1. řecká fotbalová liga 1972/73          | 12     | 2    | Aris Soluň       |
| 1. řecká fotbalová liga 1973/74          | 27     | 1    | Aris Soluň       |
| CELKEM                                   | 68     | 6    |                  |